# لخت (ترانه)
«لخت» (به انگلیسی: Nude) نام آهنگی از گروه آلترنیتیو راک انگلیسی ردیوهد است که در سال ۲۰۰۸ منتشر شد و سومین آهنگ از آلبوم در رنگین‌کمان‌ها بود.
«لخت» در سال ۱۹۹۷ نوشته شد و گروه تعدادی اجرای زنده از آن به نمایش گذاشت. با این وجود آهنگ تا ده سال بعد در هیچ یک از آلبوم‌های گروه پدیدار نشد. در سال ۲۰۰۸ «لخت» تبدیل به موفق‌ترین تک‌آهنگ ردیوهد بعد از«خزش» در لیست بیلبورد شد.

## تاریخچه
به درستی مشخص نیست که تام یورک چه زمانی «لخت» را نوشت اما یک نسخه از آهنگ در طول دوره ضبط آلبوم اوکی کامپیوتر به همراه تهیه کننده، نایجل گودریچ، ضبط شد.چند تلاش برای ضبط آهنگ و جای دادن آن در آلبوم اوکی کامپیوتر شد اما در نهایت آلبوم بدون آهنگ منتشر شد. اولین اجرای زنده آهنگ در ژانویه ۱۹۹۸ و در تور توکیو، ژاپن بود.

## لیست آهنگ‌ها
1. Nude
2. Down Is the New Up
3. Minute Warning